# 곱창전골

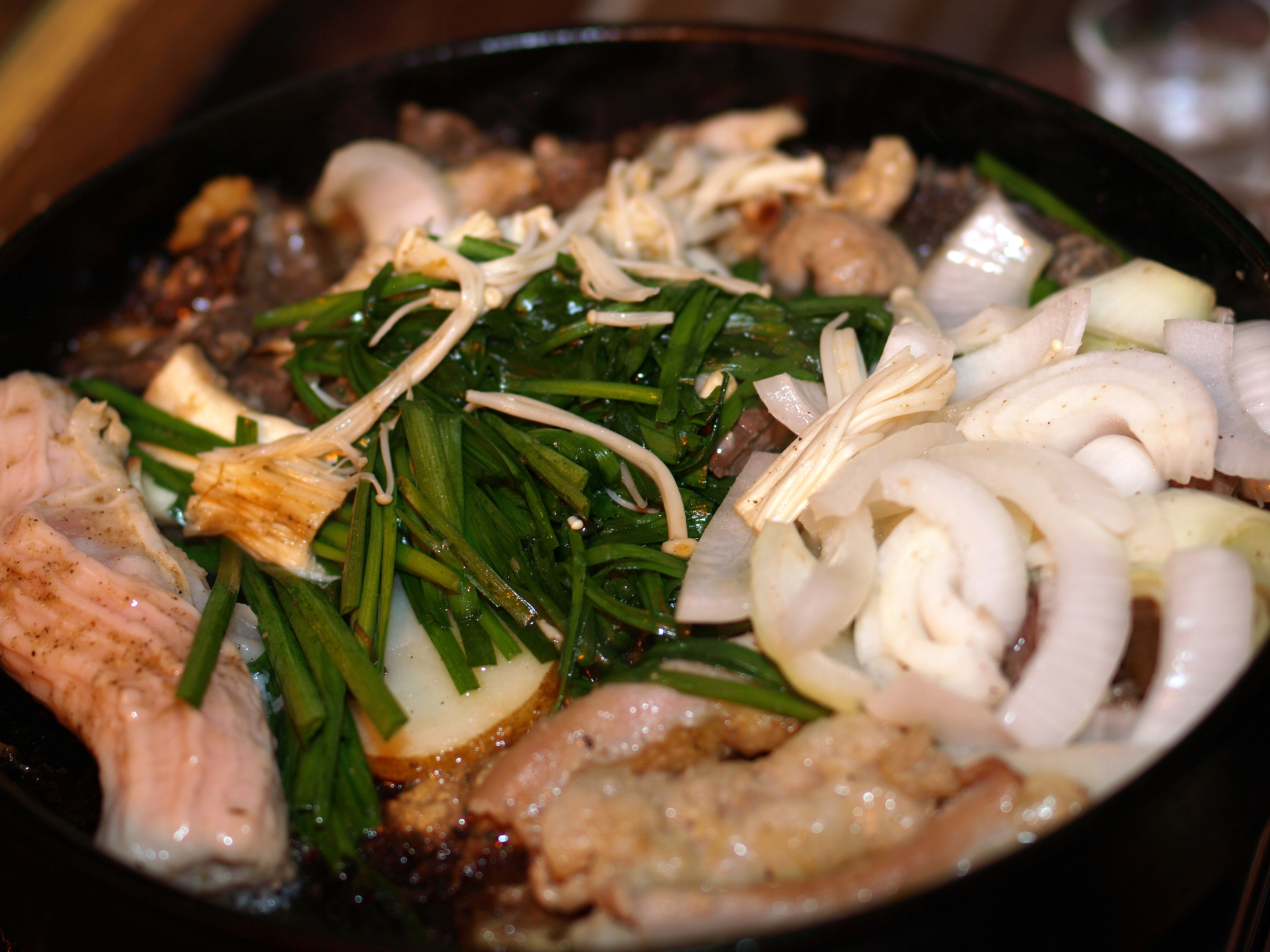
곱창전골

곱창전골은 전골류의 한국 요리로, 소나 돼지의 내장과 여러 가지 채소를 육수와 함께 끓여낸 음식이다. 곱창이란 소나 돼지의 작은 창자를 의미한다. 곱창전골은 곱창이 주재료이지만, 다른 부위의 내장도 많이 사용되어 내장 특유의 쫄깃한 식감으로 곱창전골의 맛을 더욱 풍부하게 한다.
곱창에서 나는 누린내와 기름기를 제거하기 위하여, 밀가루와 소금으로 여러차례 문지르고 씻어내어 곱창 안에 붙어있는 하얀 지방층을 꼼꼼하게 제거해야한다. 곱창전골을 만들기 위해서는 숙련된 조리기술과 노동력뿐만 아니라 깨끗하고 신선하게 재료를 다루는 능력이 필요하기 때문에, 곱창전골은 대부분 곱창 요리만을 전문으로 하는 음식점에서 판매한다. 곱창전골은 대개 고춧가루가 많이 들어가 맵고 얼큰한 맛이 나기 때문에 식사뿐만 아니라 술 안주로도 많이 먹는다.

## 재료
소 내장의 종류는 양(혹위), 벌집양(벌집위), 처녑(겹주름위), 막창(주름위), 곱창(소장), 대창(대장)이 있다. 소 첫 번째 위를 '양'이라고 하며, 단백질이 매우 풍부하기 때문에, 과거에는 몸이 약한 사람에게 양으로 육수를 만들어 먹을 것을 추천하기도 했다. 양의 겉부분은 매우 질기고 거칠며 검은 돌기가 많아, 사이사이에 불결한 물질이 있을 수 있으므로 요리에 사용하기 전에 완전하게 긁어내야 한다.
곱창은 작은창자 또는 소창이라고 부르기보단 대개 그 구불구불한 모양 때문에 곱창이라 부른다(큰 창자는 대창이라 부른다.). 곱창은 다른 고기에 비해서 철분과 비타민이 많다. 또한 저렴한 가격에 독특한 맛과 향, 그리고 쫄깃쫄깃한 식감 때문에 구이나 볶음 요리로도 많이 사용한다.

## 같이 보기
- 내장
- 해장국
- 한국 요리